# 馬來西亞三人麻雀

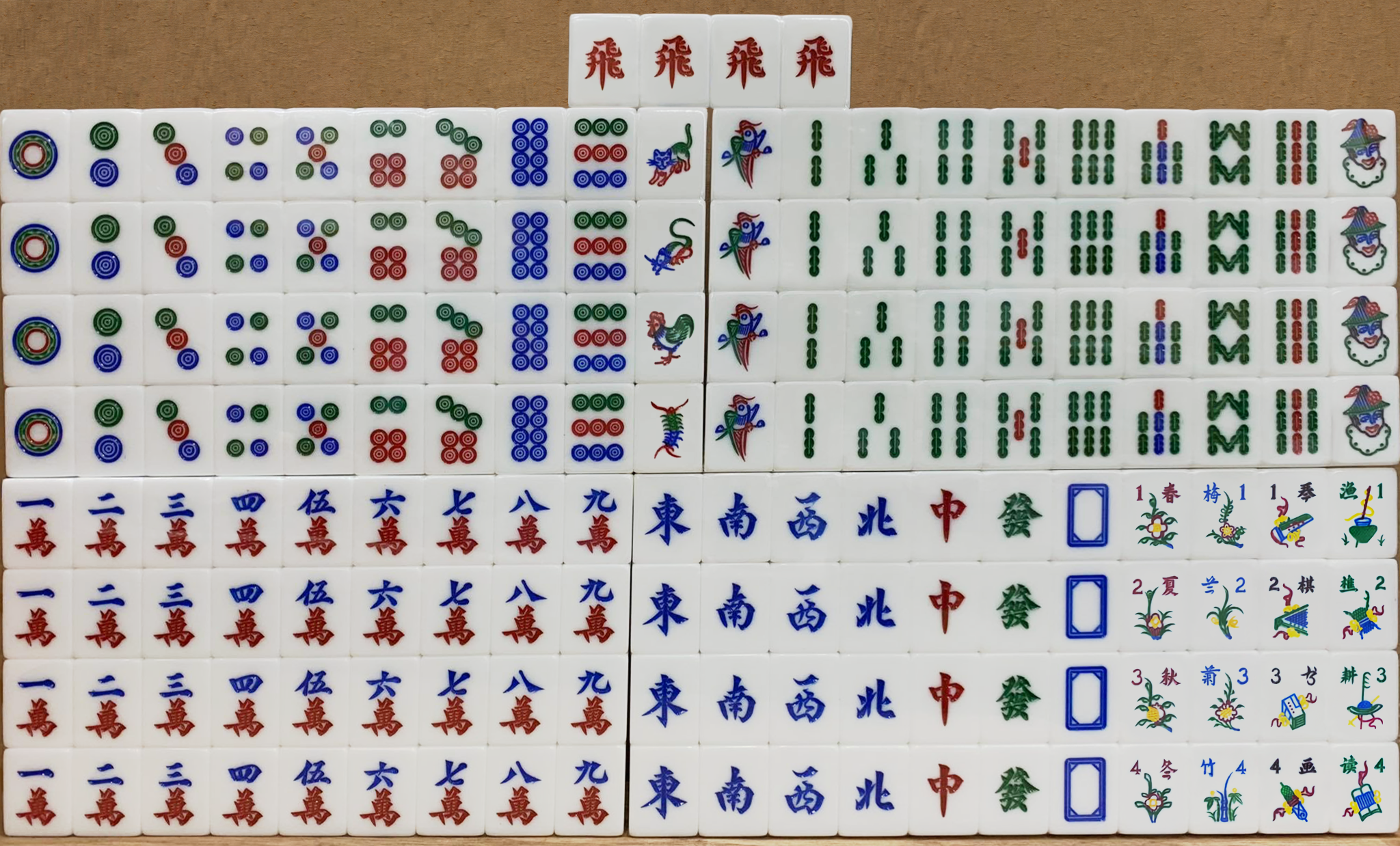
全副馬來西亞麻雀牌，比標準144張麻雀牌多出八張花牌、八張動物及人頭牌、四張飛牌

马来西亚三人麻雀是桌台游戏的其中一种，游戏的方式建立于传统麻雀游戏之上，但有在规则和牌型上做出了不少改变，使得游戏的节奏变快。相较于传统麻雀，三人麻雀的主要的四个区别和特色为：
- 只需要三位玩家
- 只使用一款花式，一般只使用筒子，不使用万子和索子
- 使用大量花牌，包括不使用于传统麻雀的四张动物牌和四张人头牌。
- 使用飛牌（万用牌）

## 使用牌張
馬來西亞三人麻雀使用的牌張與傳統麻雀很不同，共使用84張牌，如下：

### 筒子
馬來西亞三人麻雀只用一款花式，正常情況下使用一筒至九筒各4張，共36張牌。它們的外貌如下：
若手上只有現代普通麻雀牌，可改用一萬至九萬，筒子、索子則用來代替下方的動物牌和飛牌。

### 番子
馬來西亞三人麻雀使用七款番子牌，共28張牌。當中可分爲：

#### 風牌
風牌亦稱四風牌，有東、南、西、北四款，各4張，共16張牌。它們的外貌如下：

#### 箭牌
箭牌亦稱三元牌，有中、發、白三款，各4張，共12張牌。它們的外貌如下：

### 花牌

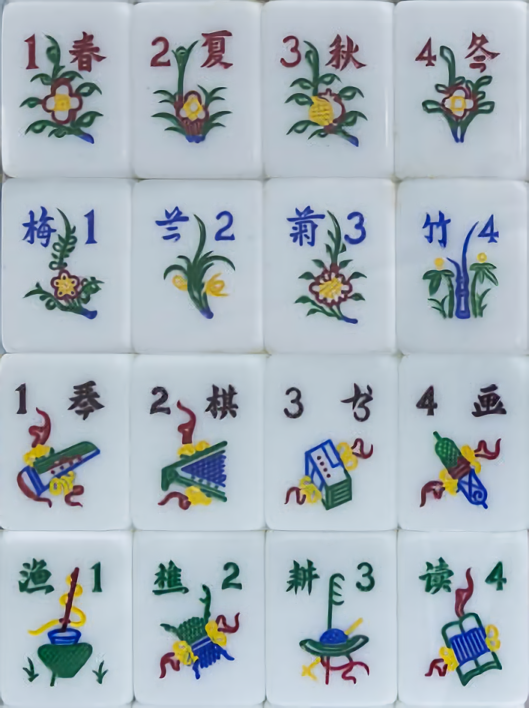
首行爲四季牌，次行爲四君子牌，三行爲四藝牌，末行爲四業牌

馬來西亞三人麻雀使用16張花牌，當中包括：

#### 四季牌或四藝牌
四季牌有春、夏、秋、冬四款，各1張，共4張牌。它們的外貌如下：
也有玩家不使用四季牌，改爲使用四藝牌，即琴、棋、書、畫四款，各1張，共4張牌。它們的外貌如下：

#### 四君子牌或四業牌
四君子牌即花中四君子，有梅、蘭、菊、竹四款，各1張，共4張牌。它們的外貌如下：
也有玩家不使用四君子牌，改爲使用四業牌，即漁、樵、耕、讀四款，各1張，共4張牌。它們的外貌如下：

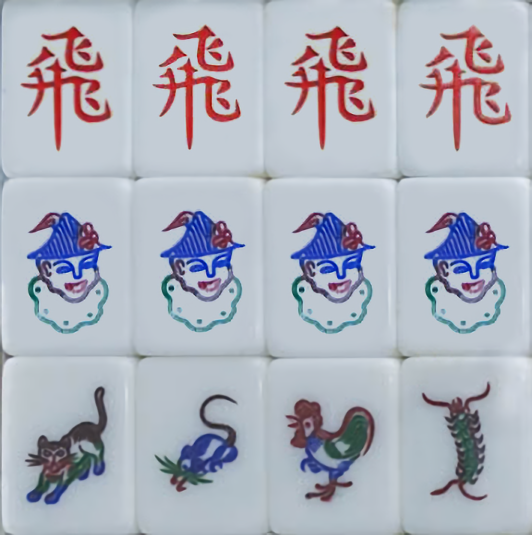
首行爲飛（百搭）牌，次行爲人頭牌，末行爲動物牌

#### 動物牌
馬來西亞三人麻雀使用的動物牌有兩類，第一類是一般動物，有貓、鼠、雞（公雞）、蟲（蜈蚣）四款，各1張，共4張牌。它們的外貌如下：
若手上只有現代普通麻雀牌，沒有這些動物牌，可改用1張一筒代替貓，1張二筒代替鼠，1張三筒代替雞，1張四筒代替蟲。
第二類是人頭牌，有男人頭、女人頭兩款，各2張。它們的外貌如下：
若手上只有現代普通麻雀牌，沒有這些人頭牌，可改用2張八筒代替男人頭，2張九筒代替女人頭。
有些玩家會男女不分，採用4張樣貌相同的小丑人頭。外貌如下：

### 飛牌
飛牌又稱百搭牌、萬用牌，馬來西亞三人麻雀使用4張相同的紅色「飛」字牌。外貌如下：
若手上只有現代普通麻雀牌，沒有這些飛牌，可改用4張一索代替它。因爲一索通常是鳥形，可代表飛。

## 規則
馬來西亞三人麻雀一面建基於傳統麻雀遊戲的規則，一面發展出不少特別規則。詳述如下。

### 流程
遊戲流程建基於一般麻雀遊戲，但亦有部分改造之處。完整的游戏流程如下：
1. 三人围在一起，坐在桌子的三方，把牌张的图案向下，牌背向上，洗好牌张。
2. 洗好牌后，把麻雀牌排成三排牌墙，每排有14栋（又称14墩），每栋有两张，因此一排有28张。
3. 拿出两枚六面骰，以掷出的数字决定庄家。 庄家掷骰决定下一位掷骰者。 下一位掷骰者掷出的点数，跟和庄家打出的点数加起来，就是拿牌的位置。
4. 庄家（东风玩家）先拿牌，每次拿4张，然后依逆时到南风玩家和西风玩家拿4张牌。 顺序拿了3次后，庄家要「跳牌」拿2张，其余玩家拿1张。 此时庄家手上有14张牌，其余玩家有13张。
5. 接着把花牌摊开，然后补花，上下家开局补花不能开杠，除了庄家（东风玩家)——即是在排墙末端拿取补牌，取牌数量为自己手上的花牌数目 。 由庄家先补，然后依逆时到南风玩家和西风玩家补。 如果没有花，就是「门清」状态。 若补花时又拿到花牌，必须依序再补，直至所有玩家补完花。
6. 由庄家开始打出1张弃牌。 玩家打出弃牌后，其下家可以选择黐牌、碰牌、杠牌或者胡牌，下下家也可以选择碰牌、杠牌或者胡牌，却不可以黐牌。 这几项操作详述为：
  - 吃牌——即是上牌。 只有下家可以吃上家的弃牌。 可是若有其他玩家要碰牌、杠牌或者胡牌，则要让给他。 只有筒子才可以黐牌。 黐牌后，要打出1张弃牌。 (只能吃一张飞）
  - 碰牌——若有人打出的弃牌，跟自己手里已有的两张牌一样，则可以碰牌。 碰牌后，要打出1张弃牌。 玩家可以碰任何一家打出的弃牌。 (两个飞只算碰)
  - 槓牌——若拿到4张一样的牌，玩家可以杠牌，杠牌之后必须在排墙末端拿取1张补牌。 杠了后不能听死杠牌。杠牌分三种，包括：(杠牌不包括飞)
    - 暗槓——即是4张牌都在自己手里，由自己摸回来，未曾露过面。
    - 明槓——即是己手里已有3张一样的牌，然后别的玩家打出第4张，这时候可以喊「杠」把那张弃牌取过来，然后翻开这4张牌。 玩家可以杠任何一家打出的弃牌。
    - 加槓——即是自己已有3张碰出了的牌，然后再摸到同一款牌。

  - 碰牌或杠牌时，可以用飞牌代替碰子或杠子中的任何1张牌。 含有飞牌的碰牌称为「假碰」，含有飞牌的杠牌称为「假杠」。 相对地，不含飞牌者是「眞碰」和「眞杠」。
7. 如没有上述操作，则可以顺序在牌墙里摸1张牌，然后打出1张弃牌。 如有上述操作，则在完成操作后的下家摸牌。
8. 如在牌墙里摸到花牌，则要在牌墙末端拿取一张补牌。
9. 直至有玩家胡牌，该局游戏则结束。下局由赢家·当庄。
10. 若摸完牌墙仍然无人得胜，该局游戏则为流局。 最后摸牌玩家会当下局的庄家。

### 胡牌准则
1. 胡牌的最低标准为五番，低于五番喊吃胡则为诈胡，需要赔两家爆番的分数。
2. 番数的上限为十番，称为“爆番”（也被称作“满胡”），但也可根据玩家偏好调整爆番的番数上限。

### 计番方式

#### 一番
- 花牌：花牌跟门风（座位的风位）吻合。

1號：春  或梅  等於東。只有坐东的玩家计一番。
2號：夏  或蘭  等於南。只有坐南的玩家计一番。
3號：秋  或菊  等於西。只有坐西的玩家计一番。
4號：冬  或竹  等於北。由于只有三位玩家，任何玩家获得冬或竹都计一番。
- 动物牌：每张动物牌计一番

- 人頭牌：每张人头牌计一番

- 三元牌：红中、发财、白板的刻子计一番

例：
- 风牌： 注：1. 东、南、西牌在吻合门风（座位的风位）计一番 2. 由于三人麻将圈风永远为东，因此任何玩家都可以计一番(所以庄家拿到东计两番) 3. 三人麻将没有第四位玩家，所以北任何玩家都可以计一番

例：（东位计两番，南位和西位计一番）
例：（西位计一番）
例：（南位计一番）
例：（任何玩家都计一番）
- 幺九：对对胡的牌型只有一筒，九筒和字牌（对对胡、三元牌、风牌另计）

例：
- 吃胡：俗称底一番

- 花上：补花的牌吃胡

- 槓上：槓牌后补牌吃胡
- 搶槓：別人加槓了自己听的牌
- 河底撈月：牌墩没牌后，以最后1张打出的牌食胡

#### 三番
- 全筒子：所有牌都是筒子

例：
- 对对胡：四個刻子（或部分槓子）

例：

#### 四番
- 一台花：集齐四张同一系列的花牌（梅兰菊竹或春夏秋冬），不再计同系列的正花。也有部分地区以分数代替计番）

例： 或 
- 全筒子平胡：四组顺子

例：    
- 小三元：以中、發、白組成兩個刻子（二番）和一對眼（一番）另外加吃胡时的底一番（注：仅有小三元牌型对眼计一番）

例：    

#### 五番
- 全筒子对对胡：全筒子（二番），对对胡（二番），另外加吃胡时的底一番。

例：

#### 十番（爆番）
- 无花：没有任何花牌吃胡。（注：由于三人麻将花牌数量较多，无花的几率更低故而计高番数）
- 天胡：庄家起手便可吃胡
- 地胡：閒家在第一圈摸牌便胡牌，閒家起手配牌便簽“便牌”，算莊家點炮
- 大四喜：集结四组风牌的刻子

例：
- 小四喜

例：
- 大三元

例：
- 全大砲 / 全字

例：
- 九莲宝灯 / 九子连环 例：
- 十三幺：   例：
- 十八羅漢：四個槓胡牌，不再計對對碰
- 坎坎胡：四個暗刻（靠自己摸来的刻子），不再計對對碰
- 海底撈月：自摸最後一張牌吃胡
- 四条飛：
  - 起手便获得四条飞牌直接计爆番（无视吃胡牌型） 
  - 使用四条飞吃胡计爆番

- 整场游戏最后一张弃牌吃胡

### 其他自定义规则
根据玩家偏好可增加其他规则，以下为常见的自定义规则：
- 七對子：

例：
- 花糊：起手牌拿齊八张春夏秋冬梅蘭菊竹，计爆番

例：
- 大東南西：  集结三组除了北风以外风牌刻子

例：
- 小東南西：集结两组除了北风以外风牌刻子和一对除了北风以外风牌将眼

例：
- 飛牌计一番
- 槓牌计一番
- 自摸计一番